# Forth (album)
Albums de The Verve
This Is Music: The Singles 92–98
(2004)
Singles
Forth est le quatrième album du groupe de rock alternatif britannique The Verve. Il est sorti le 25 août 2008 au Royaume-Uni et un jour plus tard aux États-Unis. Cet album a été très attendu puisque The Verve s'était séparé en 1999, avant de se reformer en 2007, et leur dernier album, Urban Hymns, sorti en 1997 avait popularisé le groupe et l'avait hissé sur la scène internationale.
Le premier single, Love Is Noise, a été en premier diffusé sans préavis par Zane Lowe dans son émission sur la BBC Radio 1 le 23 juin 2008. Le single sort le 11 août suivant, devenant numéro 4 sur le UK Singles Chart et est réédité en Europe, où son succès critique et commercial médiatise le retour du groupe. Le groupe publie alors une chanson hors-album, Mover, comme single digital en téléchargement gratuit sur leur site officiel pour promouvoir le nouvel album.

## Contexte
Après sa reformation, le groupe a enregistré de nouvelles chansons à Richmond entre 2007 et 2008. La plupart des pistes avaient été composées lors de la mini-tournée faite au Royaume-Uni en novembre-décembre. Ensuite l'enregistrement continua entre février et le début de leur tournée d'été, ainsi en avril l'album fut bouclé, entre la mini-tournée américaine réalisée entre avril et mai et les studios afin de partir aux festivals d'été en Europe et Japon sereins. L'album mêle les ballades psychédéliques et calmes composées par Richard Ashcroft (I See Houses, Columbo, Apalachian Springs...) comme on a pu le trouver sur ses albums solo, aux chansons dynamisées par la guitare de Nick McCabe (Sit And Wonder, Valium Skies...) comme on pouvait le trouver sur le précédent album, Urban Hymns.
Jonathan Cohen du Billboard a déclaré que Forth est« Un tonifiant mélange des expérimentations des premiers albums du groupe et de la composition de morceaux plus structurés et complets découlant des carrières solos de chacun des membres. »
Le groupe a été mis en tête d'affiche en août 2008 au V festival.

## Réception
Comme l'album studio précédent de The Verve, Urban Hymns (1997), Forth a atteint dans le UK Albums Chart le top un pendant deux semaines, du 31 août au 14 septembre 2008, et la 23e position aux États-Unis sur le Billboard 200. . Forth a été certifié disque d'or par la British Phonographic Industry au Royaume-Uni, mais également en Irlande. L'album s'est vendu à environ 21 000 exemplaires la première semaine de sa sortie aux États-Unis .
Forth a reçu de très bonnes critiques, mais cependant moins enthousiastes que pour Urban Hymns, ce qui s'est également ressenti dans les ventes. Il a été ainsi classé comme 47e meilleur album de l'année dans le top 50 des meilleurs albums de l'année 2008 par le Q Magazine.

## Liste des titres
Toutes les chansons sont de The Verve, sauf indications.
1. Sit And Wonder – 6:52
2. Love Is Noise – 5:29 (Richard Ashcroft, The Verve)
3. Rather Be – 5:38 (Ashcroft)
4. Judas – 6:19
5. Numbness – 6:35
6. I See Houses – 5:37 (Ashcroft)
7. Noise Epic – 8:14
8. Valium Skies – 4:34 (Ashcroft)
9. Columbo – 7:30
10. Appalachian Springs - 7:34 (Ashcroft)
  1. Ma Ma Soul – 5:45 (bonus sur les versions japonaise, américaine et iTunes)
  2. Muhammad Ali - 6:26 (bonus sur les versions japonaise, américaine et iTunes)

### Version DVD[7]
1. Sit And Wonder – 6:52
2. Love Is Noise – 5:29
3. Rather Be – 5:38
4. Judas – 6:19
5. Numbness – 6:35
6. I See Houses – 5:37
7. Noise Epic – 8:14
8. Valium Skies – 4:34
9. Columbo – 7:30
10. Appalachian Springs
11. Let the Damage Begin – 4:09 (aussi bonus sur Amazon et face-B de Love Is Noise)
12. Love Is Noise (Vidéo Clip)– 5:48
13. Rather Be (Vidéo Clip)– 5:40
14. Sonnet (Vidéo live à Coachella)
15. Life's An Ocean (Vidéo live à Coachella)
16. The Rolling People (Vidéo live à Coachella)
17. Lucky Man (Vidéo live à Coachella)
18. Love Is Noise (Vidéo live à Coachella)
19. Space And Time (Documentaire)

## Charts et Ventes

### Album
Liste non exhaustive des charts et ventes de Forth dans le monde entier.
| Pays             | Chart                  | Plus Haute Position | Certifications de ventes |
| ---------------- | ---------------------- | ------------------- | ------------------------ |
| Royaume-Uni      | UK Albums Chart        | 1er                 | Or                       |
| Irlande          | Irish Albums Chart     | 2e                  | Or                       |
| Italie           | FIMI Albums            | 4e                  |                          |
| Suisse           | Swisscharts Albums     | 6e                  |                          |
| Belgique         | De Afrekening          | 8e                  |                          |
| Japon            | Oricon Top Albums      | 10e                 | Or                       |
| Nouvelle-Zélande | NZ Albums Chart        | 10e                 |                          |
| Allemagne        | German Albums Chart    | 10e                 |                          |
| Autriche         | Österreich Top Albums  | 11e                 |                          |
| Canada           | Canadian Albums Chart  | 12e                 |                          |
| Pays-Bas         | Dutch Top 40           | 16e                 |                          |
| Australie        | ARIA Charts            | 20e                 |                          |
| Portugal         | Lusitania Albums Chart | 20e                 |                          |
| États-Unis       | Billboard 200          | 23e                 |                          |
| Finlande         | Mitä Hittiä Albums     | 30e                 |                          |
| France           | Top 50 Albums          | 30e                 |                          |
| Suède            | Hitlistan Albums Chart | 34e                 |                          |
| Norvège          | Norsktoppen Pop/Rock   | 38e                 |                          |

### Singles
Liste non exhaustive des charts des singles issus de Forth dans le monde entier.
| "Love Is Noise"                                              | 4  | 7  | 51 | 29 | 26 | 26 | 18 | 26 | 6 | 65 | 35 | 10 |
| "Rather Be"                                                  | 56 | 74 | —  | —  | —  | —  | —  | 43 | — | —  | 75 | —  |
| "–" signale que la chanson n'a pas été chartée dans ce pays. |    |    |    |    |    |    |    |    |   |    |    |    |

## Personnel

### Groupe
- Richard Ashcroft – Chant, guitare acoustique, claviers
- Nick McCabe – Guitare solo, vibraphone, autoharpe
- Simon Jones – Basse
- Peter Salisbury – Batterie, percussions

### Personnel additionnel
- Chris Potter – Producteur, ingénieur, mixage, enregistrement (pistes 1,2, 3, 4, 5, 6 et 8)
- Tim Bran – Producteur, mixage (pistes 3, 4, 6, 7, 9 et 10)
- The Verve – Producteur
- Tim Parry pour The Big Life Music Company  – Management
- Davide Rossi – Chef d'orchestre, arrangements des cordes (pistes 1, 2, 3, 4, 6 et 8)
- Cameron Jenkins – Programmation musicale
- Gareth Ashton – Ingénieur son
- Studio Fury – Direction artistique, graphistes
- Dean Chalkley – Photographe